# Melissa (álbum de 1990)
Melissa es un álbum de la cantante Melissa titulado exactamente igual que su primer LP, el de 1983, pero no con los mismos temas incluidos. De esta nueva producción musical discográfica, se llegaron a extraer para promocionar en las emisoras de radio un total de cuatro singles de los cuales la canción titulada Todo es un círculo (tema escrito por la propia Melissa) resultó ser una de las canciones más comerciales de todo el disco.
Otros de los temas que también se promocionaron radialmente y que tuvieron muy buena aceptación por parte del público radioescucha fueron: Ojos mudos—también escrito por Melissa—un tema hecho en medio tiempo y que habla acerca de "los niños de la calle", o sea la niñez abandonada, fenómeno muy dado en algunos países de Latinoamérica; esta canción sirvió, tiempo después en 1992, como motivo de inspiración para crear la Fundación Benéfica Para la Vejez y Niñez Abandonada "Ojos mudos", organización presidida por la misma Melissa Griffiths.
Otras canciones extraídas como sencillos fueron La música de la isla y Danza cascabel, dos temas con un claro matiz tropical.
El álbum también incluye dos piezas cantadas en inglés: Magic touch y Silent eyes (versión en inglés de "Ojos mudos").

## Datos del álbum
- Una producción Sono-Rodven realizada y dirigida por Oscar Cartaya para OSCARTAYA.
- Letra y Música de todos los temas: Melissa y Chris Tso, con excepción de Algo especial de Oscar Cartaya.
- Grabado y Mezclado por Eddie García.
- Productor Ejecutivo: Carlos Sánchez.
- Coordinador de Producción: Jeff Young.
- Coordinador: Luis Capecchi.
- Grabado en los siguientes estudios: Sky Line Studios, asistente: Pat Dillet. || R.P.M. Studios, asistente: Jeff Lippay. || Platinum Island Studio, asistente: Alex Niehaus. || Sigma Sound Studios, asistente: Jean Merie Horvat.
- Mezclado en: Bear Track Studios, asistente de Mezcla: Doug Rose.
- Master en D.B. Plus: Eddie García

## Temas
Lado A:
1. Ojos mudos
2. Sé que es amor
3. Danza cascabel
4. Todo es un círculo
5. Magic touch

Lado B:
1. Silent eyes
2. La música de la isla
3. Jungla de amor
4. No te alejes de mí
5. Algo especial

## Sencillos extraídos del álbumMelissa
1. Maxisencillo-PROMO: Todo es un círculo.
Lado A: Todo es un círculo (Mono) Melissa / Chris Tso.
Lado B: Todo es un círculo (Stereo) Melissa / Chris Tso.
NOTA: El tema Todo es un círculo fue la canción opening de la telenovela Inés Duarte, secretaria transmitida por Venevisión y protagonizada por Amanda Gutiérrez y Víctor Cámara.
2. Maxisencillo-PROMO: Ojos mudos. SR-90371.
Lado A: Ojos mudos-Silent eyes (Mono) Melissa / Chris Tso.
Lado B: Ojos mudos-Silent eyes (Stereo) Melissa / Chris Tso.
3. La música de la isla.
4. Danza cascabel.

- Datos: Q6009615